# Więzadło różkowo-gardłowe

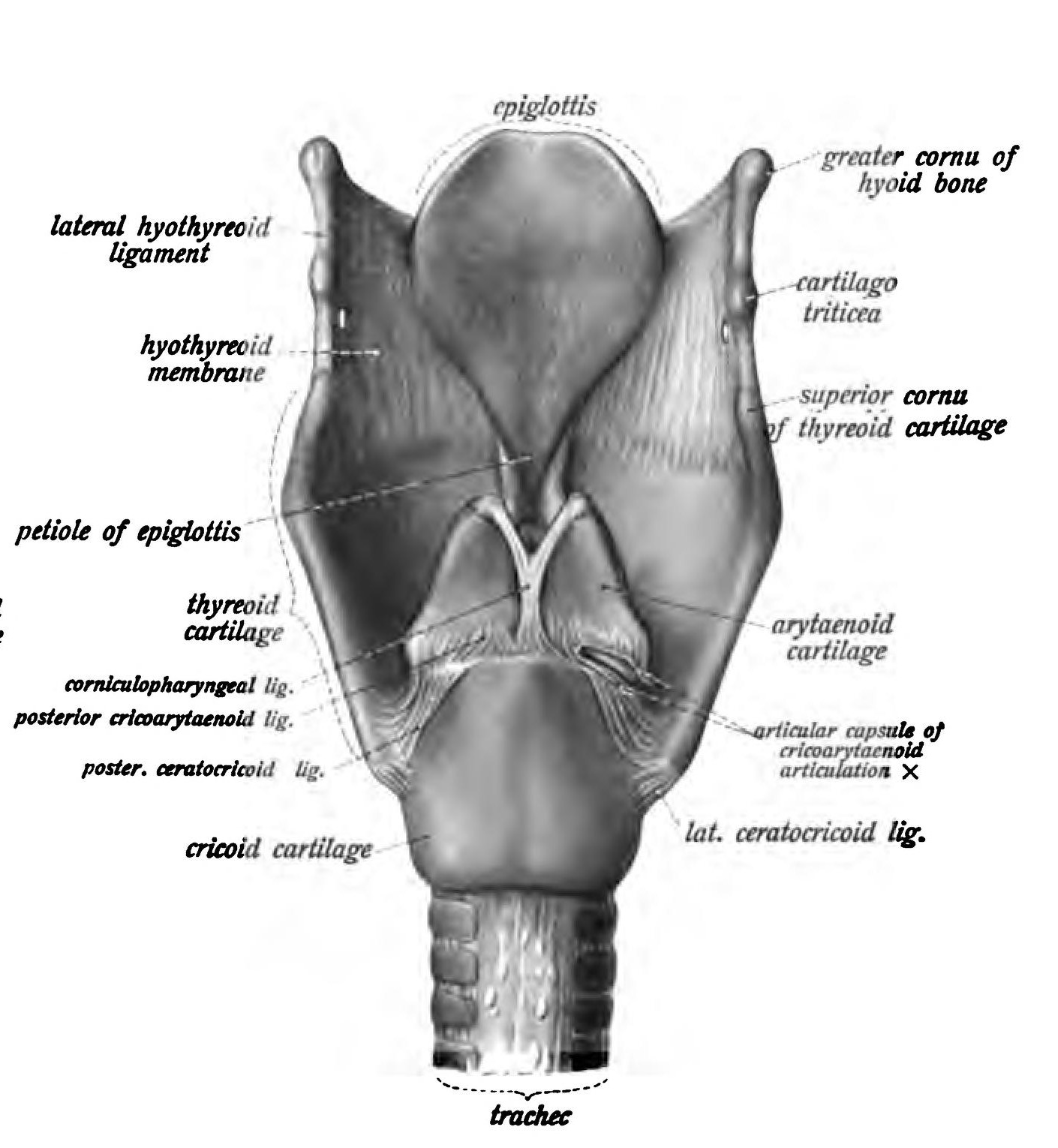
Więzadła różkowo-gardłowe, łączące się z więzadłem pierścienno-gardłowym, podpisane corniculopharyngeal lig.

Więzadło różkowo-gardłowe (łac. ligamentum corniculopharyngeum) – w anatomii człowieka jedno z więzadeł zewnętrznych krtani. Jest parzyste, biegnie obustronnie od wierzchołka chrząstki różkowatej ku dołowi do błony śluzowej powierzchni ściany gardła, z tyłu od mięśni nalewkowych. Często łączy się z więzadłem pierścienno-gardłowym tworząc z nim jedno więzadło Y-kształtne i w miejscu połączenia tych więzadeł (pomiędzy chrząstkami nalewkowatymi) może znajdować się chrząsteczka sprężysta (cartilago procricoidea).